# Monteu Roero
Monteu Roero là một đô thị tại tỉnh Cuneo trong vùng Piedmont của Italia, vị trí cách khoảng 35 km về phía đông nam của Torino và khoảng 50 km về phía đông bắc của Cuneo. Tại thời điểm ngày 31 tháng 12 năm 2004, đô thị này có dân số 1.627 người và diện tích là 24,4 km².
Monteu Roero giáp các đô thị: Canale, Ceresole Alba, Montaldo Roero, Pralormo, Santo Stefano Roero và Vezza d'Alba.

## Main sights
- The castle, including 14th centuries capitals in the armory and 17th century frescoes and decorations.
- Church of San Bernardino, enlarged in Baroque times.